# Ctenoneura simulans
Ctenoneura simulans es una especie de cucaracha del género Ctenoneura, familia Corydiidae. Fue descrita científicamente por Bey-Bienko en 1969.
Habita en China.